# Kōgon
L'empereur Kōgon (光厳天皇, Kōgon Tennō, (1er août 1313 – 5 août 1364) était le premier de ceux qu'on appelle maintenant prétendants de la Cour du Nord du Japon, bien que l'appellation soit, dans son cas, inappropriée : il a régné sur le trône du chrysanthème du 22 octobre 1331 au 7 juillet 1333. Son nom personnel était Kazuhito (量仁).

## Généalogie
Kōgon était le fils aîné de l'empereur Go-Fushimi de la lignée Jimyōin-tō. Il fut adopté par son oncle, l'empereur Hanazono. Parmi ses enfants se trouvaient les futurs emperereurs Sukō et Go-Kōgon.

## Biographie
En 1326, le futur Kōgon devient prince héritier de l'empereur Go-Daigo de la lignée Daikakuji-tō. À cette période de l'histoire japonaise, et en vertu d'une décision du shogunat de Kamakura, le trône devait alterner tous les dix ans entre les deux lignées impériales. Cependant, Go-Daigo refuse de se plier à cette règle.
En 1331, quand les plans de Go-Daigo pour renverser le shogunat sont rendus publics, l'empereur est exilé par le bakufu et Kōgon mis sur le trône, le 22 octobre.
En 1333, Takauji Ashikaga attaque le Rokuhara Tandai (les délégués du shogunat à Kyōto) Les deux tandai, Hōjō  Nakatoki et Hōjō Tokimasu, fuient en direction de l'est, mais sont capturés dans la province d'Ōmi. Le 7 juillet 1333, l'empereur Kōgon est détrôné. Cependant, de retour à la capitale, Go-Daigo tente de rétablir le pouvoir impérial, dans ce qui est connu comme la restauration de Kemmu (1333-1336). Cette tentative échoue, et Takauji Ashikaga commence à se révolter contre Go-Daigo, et en 1336, le jeune frère de Kōgon monte sur le trône sous le nom d'empereur Kōmyō.
Fuyant à Yoshino, Go-Daigo clame que sa lignée est légitime, et non la dynastie du Nord qui continue de régner sur Kyōto.
En 1352, tirant parti d'une lutte intestine du clan Ashikaga, appelée Kannō no joran, l'empereur du Sud Go-Murakami entre dans Kyōto, prend la ville et emmenant Kōgon ainsi que les empereurs Kōmyō et Sukō et le prince héritier. Kōgon reste assigné à résidence pour les 10 ans qu'il lui reste à vivre. Durant ses dernières années, il se convertit au bouddhisme zen, avant de mourir le 5 août 1364.

## Poésie
En 1346, Kōgon a compilé une anthologie de waka (poésie japonaise), le Fūga waka-shū.

## Èresde son règne
- Ère Genkō

(Cour du Nord)
- Ère Shōkei

(Cour du Sud)
- suite de l'ère Genkō.

## Rival de la Cour du Sud
- Go-Daigo